# Акаши
 Тази статия е за града в Япония.  За протока вижте Акаши (проток).  
Акаши е град в Япония. Населението му е 297 920 жители (по приблизителна оценка към октомври 2018 г.), а площта му е 49,22 кв. км. Намира се в часова зона UTC+9. Модерният град е основан на 1 ноември 1919 г.